# João de Castro, 2.º Conde de Monsanto

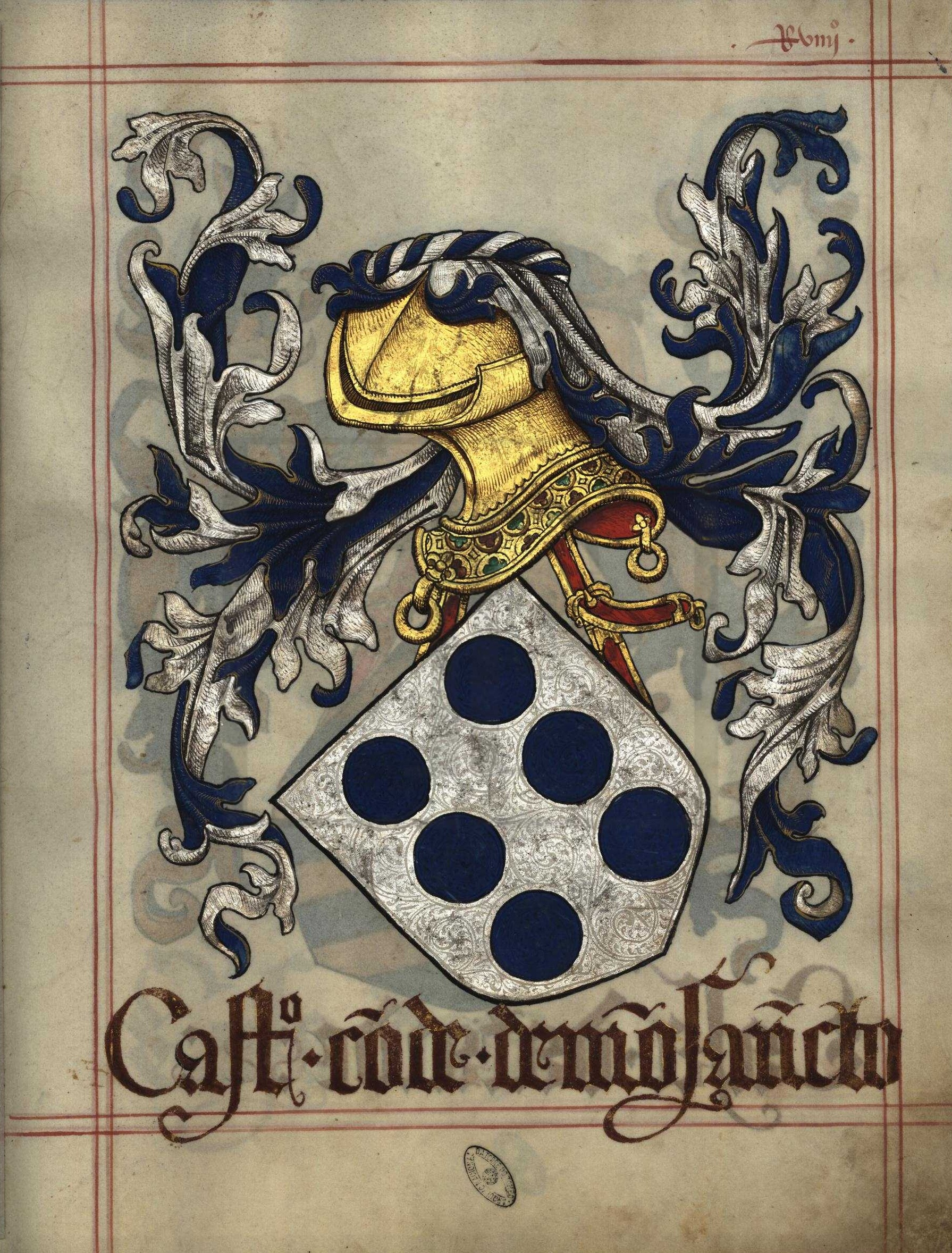
Armas de Castro conde de Monsanto, in Livro do Armeiro-Mor (fl 49^{r}) (1509)

D. João de Castro (c. 1440 - 19 de Abril de 1496), Conde de Monsanto, foi um nobre português do século XV. Era filho de D. Álvaro de Castro, 1.º Conde de Monsanto e de D. Isabel da Cunha.
O seu pai descendia da antiquíssima linhagem dos de Castro, cuja linha patrilínea partia do Rei D. Ramiro III de Leão no século XI. A sua mãe era neta do Infante D. João de Portugal, Duque de Valência de Campos, filho ilegítimo d'El-Rei D. Pedro I, e do Doutor João das Regras, pelo casamento de D. Afonso, filho do Infante, com D. Branca da Cunha, senhora de Cascais, filha do jurisconsulto.
Herdou de sua mãe o senhorio de Cascais e o senhorio da Lourinhã e de seu pai o Condado de Monsanto. O senhorio de Cascais ficará daí em diante associado aos titulares do Condado, dando origem à criação do título de Marquês de Cascais a favor do 6.º Conde de Monsanto em 1643. Assumiu a chefia da Casa com a morte de seu pai na Conquista de Arzila em 1471.
Casou com D. Maria de Menezes, filha de D. Duarte de Menezes, Conde de Viana. Não houve descendência deste casamento. Como o seu único irmão, D. Jorge de Castro, havia morrido a pelejar em Tânger, os senhorios da Casa passaram para sua irmã D. Joana de Castro, senhora de Cascais e Monsanto, casada com D. João de Noronha, senhor de Sortelha, secundogénito da Casa de Vila Real. O título de Conde de Monsanto foi herdado pelo seu sobrinho, filho do referido casal, D. Pedro de Castro.